# 芝罘岛
芝罘岛又称之罘、芝罘山、芝罘半岛，是位于中国山东省烟台市北部的一座陆连岛，三面环海，仅南部与山东半岛相连，是中国最大、世界最典型的陆连岛。东西长约9公里，南北宽约1公里，南距烟台市区约4公里，形状似一个灵芝。芝罘岛在历史上因秦始皇三次登临而闻名于世。

## 历史
- 周安王十一年（前391年），齐康公姜贷被重臣田和放逐于临海的海岛上，“食一城，以奉其先祀”。岛上有一墓为康公墓。

- 芝罘岛在历史上因秦始皇三次登临而闻名于世。

## 现況
隶属于中华人民共和国山东省烟台市芝罘区。
目前岛上的著名地标有：

- 旅馆：东方明珠大酒店、华宇大酒店。
- 学校：烟台培英学校、烟台海员职业中等专业学校、芝罘岛小学、
- 警察局：北岛派出所。
- 法院：烟台市芝罘区人民法院、烟台市芝罘区人民法院审判区。
- 庙宇：阳主庙。
- 医院：烟台打捞局医院。

## 延伸阅读
[在维基数据编辑]
 《欽定古今圖書集成·方輿彙編·山川典·之罘山部》，出自陈梦雷《古今圖書集成》